# 力の指輪
力の指輪（ちからのゆびわ、Rings of Power）とは、J・R・R・トールキンの『指輪物語』に登場する20個の指輪の総称。特にサウロンの持つ「一つの指輪」をいうこともある。

## 概要
そもそも力の指輪が作成された顛末は、エルフたちの願いを見抜いたサウロンの発案で、彼の助力と指導の下、エレギオンにおけるケレブリンボールをはじめとするエルフの金銀細工師達によって作られたものである。サウロンはエルフたちを監督することを通じて、ノルドール・エルフの秘伝の一切を修得し、モルドールのオロドルインにおいてすべてを支配する「一つの指輪」を自分のために鍛造した。かれらによって鍛造された力の指輪の内訳は、エルフに三つ、ドワーフに七つ、人間に九つとサウロンのものである一つとなっている。
「一つの指輪」はもちろん、「七つの指輪」と「九つの指輪」にもサウロンが製作に関与しており、その所持者はかれの害意により早晩堕落することになる。ただし、「三つの指輪」はケレブリンボールが独力で製作したため、サウロンに穢されておらず、その所持者は堕落することはない。しかし、サウロンのもたらした技術によって製作されたため「三つの指輪」と言えど「一つの指輪」の支配下にあることに変りはなく、ひとたび「一つの指輪」がサウロンの手に渡れば、所持者はかれの支配を受けることになる。また「一つの指輪」が消滅すると、「三つ」も含めた残る指輪も力を失うことになる。

## 効能・効果
力の指輪はエルフの願いである、荒廃してしまった中つ国を癒し、美しく価値あるものを時の流れから遅らせるか保護するために作られた。そのため全ての力の指輪には共通して、
- 時による荒廃や衰え、倦怠を遅延させる
- 指輪の持ち主の生来持っている力を増強する
- 並外れた長寿を与える

という効果があった。
ゴラム（スメアゴル）やビルボ・バギンズが通常のホビットからは並外れた長命を誇ったのはこのためである。

## 一つの指輪
サウロンの手からイシルドゥアがこれを奪い、帰路にあやめ野で殺害され失われた後、ゴクリにより偶然発見され、これを『ホビットの冒険』でビルボが見つけ所有し、『指輪物語』でフロド・バギンズの手に譲り渡された。一時期サムワイズ・ギャムジーがこれを所持していたことがある。最後はオロドルインにある滅びの罅裂に投げ込まれ、消滅した。

## 三つの指輪
『指輪物語』の中では、「三つの指輪」の内、風の指輪ヴィルヤはエルフのギル＝ガラドが、かれの死後は半エルフのエルロンドが所持した。水の指輪ネンヤは、ガラドリエルが所持し、火の指輪ナルヤは、初めエルフの船造りキーアダンが所持していたが、後に魔法使い（イスタリ）のガンダルフに譲り渡された。

## 七つの指輪
ドワーフたちはサウロンから与えられた七つの指輪（Seven Rings）を、富を築くことにのみ用いた。伝説的なドワーフ王たちの七大財宝はこの指輪によるものだという。彼らは指輪の影響で寿命が延び縮みするようなことはなかったが、やがて破滅的行動も辞さないほどの激しい金銀宝石への渇望を掻き立てられ、結果的に竜に襲われたりバルログを目覚めさせたりするなどして、自らの破滅を招いた。しかし冥王の魔力をもってしてもこの頑強な種族を隷属させたり、影の存在に変えることはできなかった。そのためサウロンは怒り、長い時間をかけて七つのうち三つを奪い返した。残りの四つは竜の火によって消滅した。
ドワーフたちの信じるところによれば、ドゥリン3世の指輪はサウロンではなくエルフたちから直接与えられたものだった。しかしこれが真実だとしても、鍛造時にサウロンが手を貸していることには変わりなかった。この指輪は代々秘蔵され、持ち主以外には正確なありかが不明だったため、奪還の希望を抱くドワーフもいた。実際には、最後の所持者スライン2世が無謀にも（おそらく指輪の悪影響で）はなれ山（エレボール）への探索に向かった際、闇の森に引き込まれてドル・グルドゥアに捕われたため、『指輪物語』開始時点ですでにサウロンの手に渡っていたのだった。

## 九つの指輪
人間たちの中でも、古の偉大な王や妖術師、戦士といった有力者が九つの指輪（Nine Rings）を手にした。彼らはその力で富と栄光と長寿を得た。また、力の指輪の持つ共通の効果に加えて望めば透明になることもでき、本来ならば見ることのできない領域をも、目にすることができるようになった。しかしこれらの効力はすべてサウロンの意思のもとにあり、やがては目的の違いによる早い遅いの違いはあれど、彼らは完全にその力に飲み込まれ、サウロンに仕える影の存在、指輪の幽鬼（ナズグル）になってしまった。